# Канакі (повінь)

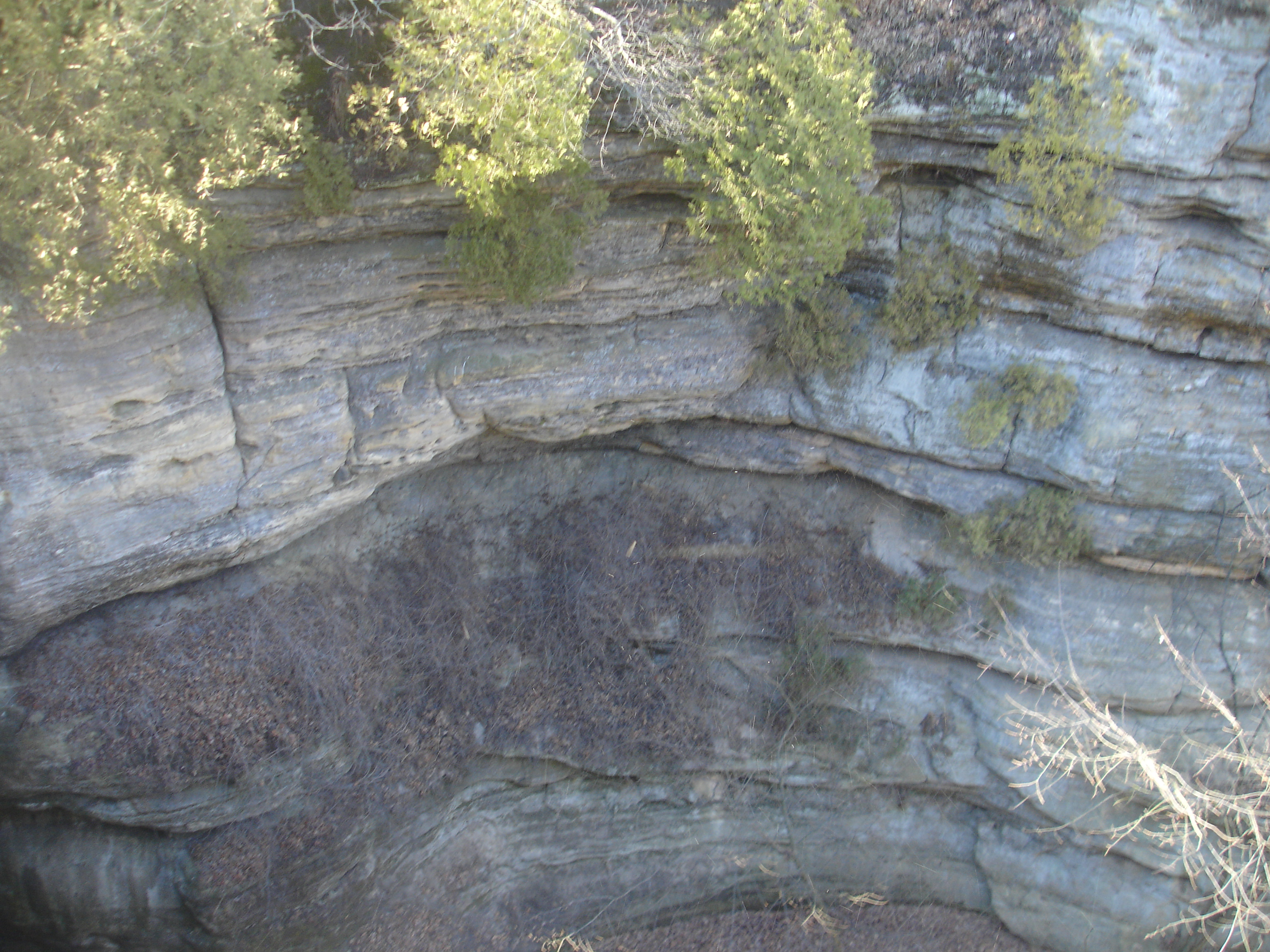
Пісковиковий яр у Старвед-Рок (парк штату), утворений під час повені Канакі 19,000 років тому

Повінь Канакі — катастрофічна повіннь, що відбулась близько 19 000 років тому на Середньому Заході США. Через руйнацію валу морени, що утворювало велике льодовикове озеро Чикаго, яке живилось водою що стікала з Лаврентійського льодовикового щита під час Пізнього Вісконсину. На південь від Чикаго все ще можна побачити наслідки потопу, особливо у парку штату Канкакі-рівер та на річці Іллінойс у парку штату Старвед-Рок.

## Геоморфологічні особливості
Повінь Канкакі відповідальна за велику модифікацію долин річок Канкакі та Іллінойс та форм рельєфу, характерних для мегаповені. І річка Канкакі, і річка Іллінойс значною мірою прямують річищем, прорізаним повінню, процес, який, як вважають, зайняв лише декілька днів.Найпомітніший сьогодні — регіон на півночі центральної частини штату Іллінойсу, відомий як Старвед-Рок (від англ. Starved Rock букв. — «виморена голодом скеля», «голодна скеля»);; в той час, як більша частина штату Іллінойс розташована на низинній рівнині з незначною мінливістю висот, у парку штату Старверд-Рок є декілька каньйонів, які були створені повінню Канкакі. Ще один, зовсім інший, геологічний ефект, що залишився від повені Канкакі — це існування «піщаних прерій». Піщані прерії існують там, де масивні повеневі води припинили свій рух і відкладали велику кількість піску.
Річка Канкакі також має кілька особливостей, які є прямим результатом катастрофічної повені. Парк штату річки Канкакі включає в себе всі типи об'єктів, які сформувалися в результаті катастрофічної повені. Протягом більшої частини свого шляху притоки зливаються з Канкакі через водоспади, явище, відоме як «висячі притоки». Це пов'язано з тим, що повінь призвела до того, що річище Канкакі виявилося набагато глибше, ніж звичайна ерозія річки, і ерозія корінних порід приток повільно відбувається ніколи не наздогнала головне річище. Цей ефект найбільш очевидний, де Рок-Крік зливається з Канкакі. Державна геологічна служба штату Іллінойс повідомляє, що Рок-Крік прорізає доломіт до точки водоспаду, вище за течією від його впадання в річку Канкакі, зі швидкістю 76 мм на рік..
Дія повені не обмежилася північно-східним Іллінойсом. Річки Огайо і Міссісіпі, ймовірно, змінили свої річища, — Огайо проклало нове річище далі на південь, а Міссісіпі — далі на захід.

## Гіпотеза про потоп
Підмурівком району є доломіти силурійського періоду. Передльодовикова ерозія поверхні корінної породи створила нерівну поверхню, дозволяючи льодовиковому дрейфу змінюватися по глибині на короткі відстані. У деяких районах корінні породи виходять на поверхню; в інших областях корінні породи занурюються на 30 м. Деякі пагорби складаються з морени; інші можуть бути повністю з вапняку.